# Ministero della giustizia
Il Ministero della giustizia è un dicastero del governo italiano. È preposto all'organizzazione dell'amministrazione giudiziaria civile, penale, minorile, e di quella penitenziaria.
L'attuale ministro è Carlo Nordio, in carica dal 22 ottobre 2022.

## Storia

### Dall'unità d'Italia al ventennio fascista
Il Ministero è presente sin dal Governo Cavour IV nel 1861, e si occupava anche degli affari del culto, ossia delle attività legate all'ambito religioso ed ecclesiastico. Infatti la denominazione varia col tempo in relazione a tale attività. Col regio decreto 07 gennaio 1904, n. 2 vennero poi istituti i Consigli Giudiziari - organi consultivi presso i tribunali e le Corti d'appello - e far data dal 1932, durante il governo Mussolini, le attività ecclesiastiche e del culto passano al Ministero dell'Interno, più legato all'esecutivo, ove sono tuttora, e il ministero assunse la denominazione "di Grazia e Giustizia". Nello stesso anno venne istituita anche la "Cassa delle ammende". 

### Il secondo dopoguerra
Molte competenze sono variate con l'istituzione del Consiglio superiore della magistratura nel 1958, che ha sottratto al ministro tutti i poteri in relazione al reclutamento, nomina, trasferimento, promozioni, sanzioni disciplinari e dimissioni dei magistrati, tanto ordinari che onorari. Dal 1990, assume anche le competenze sulla polizia penitenziaria, con contestuale creazione del "Dipartimento dell'amministrazione penitenziaria".

### Il cambio di denominazione nel 1999 e la riforma del 2006
Ha assunto l'attuale denominazione nel 1999 anticipando in parte l'entrata in vigore della Riforma Bassanini sull'organizzazione del Governo nonché la sentenza 18 maggio 2006, n. 200 della Corte costituzionale, con cui il potere di grazia è stato riservato al Presidente della Repubblica.
Nel quadro delle riforme sull'ordinamento giudiziario italiano, è stato promulgato il decreto legislativo 25 luglio 2006, n. 240, che introduce una disciplina dei rapporti tra i magistrati capi degli uffici giudiziari e i Dirigenti amministrativi degli stessi; nonché istituisce strutture decentrate sul territorio nazionale.

## Organizzazione
L'organizzazione del Ministero è disciplinata dal decreto del Presidente della Repubblica 6 marzo 2001 n. 55 e dal d.p.c.m. 29 maggio 2024, n. 78.
Presieduto dal Ministro, è organizzato in Uffici di diretta collaborazione del ministro e in cinque Dipartimenti. A capo di ciascun dipartimento è posto un dirigente generale, affiancato da un vice.

### Il Ministro
A capo del Ministero vi è il Ministro della giustizia nominato dal Presidente della Repubblica su proposta del Presidente del Consiglio dei Ministri; questi è l'unico a essere citato direttamente nella Costituzione della Repubblica Italiana. Essa ne prevede, all'art. 110, le due funzioni fondamentali, ovvero l'organizzazione dei servizi e la titolarità dell'azione disciplinare nei confronti dei magistrati. Le altre funzioni sono definite con legge ordinaria. Ai sensi dell'art. 107 della Costituzione ha anche facoltà di promuovere azione disciplinare nei confronti dei membri togati della magistratura italiana.

### Uffici di diretta collaborazione
Sono uffici di collaborazione i seguenti:
- Segreteria del ministro;
- Gabinetto del ministro;
- Ufficio legislativo;
- Ispettorato generale;
- Ufficio per il coordinamento dell'attività internazionale;
- servizio del controllo interno;
- Portavoce del ministro;
- Ufficio stampa ed informazione;
- Unità di Missione per il PNRR.

### Dipartimenti
Questa l'articolazione del dicastero:
- Dipartimento per gli affari di giustizia - DAG, suddiviso in 3 Direzioni generali:
  - DG degli affari interni;
  - DG degli affari giuridici e legali;
  - DG degli affari internazionali e della cooperazione giudiziaria.
- Dipartimento dell'Organizzazione giudiziaria, del personale e dei servizi - DOG, suddiviso in 4 Direzioni generali:
  - DG del personale e della formazione;
  - DG delle risorse materiali e delle tecnologie;
  - DG del bilancio e della contabilità;
  - DG magistrati.
- Dipartimento per l'innovazione tecnologica della giustizia, suddiviso in 4 Direzioni generali:
  - DG di statistica e analisi organizzativa;
  - DG per il coordinamento delle politiche di coesione;
  - DG per i servizi applicativi;
  - DG per le infrastrutture digitali e assistenza all’utenza.
- Dipartimento dell'amministrazione penitenziaria - DAP, suddiviso in 4 Direzioni generali:
  - DG del personale;
  - DG della formazione;
  - DG dei detenuti e del trattamento;
  - DG per la gestione dei beni, dei servizi e degli interventi in materia di edilizia penitenziaria;
  - Provveditorati Regionali.

Dal DAP dipende anche la Polizia penitenziaria.
- Dipartimento per la giustizia minorile e di comunità - DGMC, suddiviso in 3 Direzioni generali:
  - DG del personale e delle risorse;
  - DG per la giustizia minorile e riparativa;
  - DG per la giustizia di comunità.

### Uffici giudiziari
Il Ministero sovraintende al personale e all'organizzazione di tutti gli uffici giudiziari ordinari, in qualità di uffici territoriali del ministero, e fermo restando le funzioni sui magistrati del Consiglio superiore della magistratura. Gli uffici giudiziari di giudici speciali dipendono da amministrazioni e ministeri diversi (i Tribunali militari dipendono dal Ministero della Difesa, le Corti di giustizia tributaria dipendono dal Ministero dell'Economia e delle Finanze, la Corte dei conti, il Consiglio di Stato e i Tribunali amministrativi regionali dipendono dalla Presidenza del Consiglio dei ministri. Questa l'organizzazione degli uffici:
- la Corte suprema di cassazione, ufficio giudiziario giudicante con competenza generale e nazionale;
- il Tribunale Superiore delle acque pubbliche ufficio giudiziario giudicante con competenza speciale e nazionale;
- la Procura Generale presso la Suprema Corte di Cassazione, ufficio giudiziario requirente con competenza generale nazionale;
- la Direzione nazionale antimafia, ufficio giudiziario requirente con compiti di coordinamento in materia di criminalità organizzata, con competenza nazionale;
- le 26 e 3 sezioni di Corti d'appello, uffici giudiziari giudicanti con competenza distrettuale;
- le 26 e 3 sezioni di Procure generali della Repubblica presso la Corte di Appello, uffici giudiziari requirenti con competenza distrettuale;
- i 26 e 3 sezioni di Tribunali per i minorenni, uffici giudiziari giudicanti con competenza in ambito minorile e distrettuale;
- le 26 e 3 sezioni di Procure della Repubblica presso il Tribunale per i minorenni, uffici giudiziari requirenti con competenza in ambito minorile e distrettuale;
- gli 8 Tribunali Regionali delle acque pubbliche, uffici giudiziari giudicanti con competenza speciale e distrettuale;
- i 29 Tribunali di sorveglianza, uffici giudiziari giudicanti con competenza distrettuale;
- i 166 Tribunali ordinari con competenza circoscrizionale;
- le 166 Procure della Repubblica presso il tribunale, uffici giudiziari requirenti con competenza circoscrizionale;
- i 58 Uffici di sorveglianza, uffici giudiziari giudicanti con competenza locale;
- gli 847 uffici del giudice onorario di pace, strutture giudicanti con competenza mandamentale.

Le amministrazioni degli uffici requirenti si definiscono Segreterie e quelle degli uffici giudicanti Cancellerie.

### Strutture penitenziarie
Dal Ministero della Giustizia dipendono anche tutte le strutture carcerarie della Repubblica. Esse sono organizzate, ai sensi dell'art. 59 della legge 26 luglio 1975, n. 354, e comprendono:
- Istituti di custodia cautelare;
- Istituti per l'esecuzione delle pene;
- Istituti per l'esecuzione delle misure di sicurezza;
- Centri di osservazione.

Strutture territoriali dell'amministrazione penitenziaria sono anche gli "Uffici locali di esecuzione penale esterna" (UEPE), così denominati dalla legge 27 luglio 2005, n. 154 che ha modificato l'art. 72 della legge n. 354/1975 che costituiva i centri di servizio sociale per adulti dell'amministrazione penitenziaria. Gli UEPE curano l'applicazione, la modificazione, la proroga e la revoca delle misure di sicurezza nonché il trattamento dei condannati e degli internati e seguono il reinserimento nella vita libera dei sottoposti a misure di sicurezza non detentive.
Le varie strutture sono gestite dalle rispettive direzioni che operano nel rispetto delle direttive dei "Provveditorati Regionali dell'amministrazione penitenziaria", che assicurano l'uniformità dell'azione penitenziaria nell'ambito regionale. I Provveditorati Regionali esercitano le competenze relative ad affari di rilevanza regionale, secondo le direttive del DAP, che assicura l'uniformità dell'azione penitenziaria sul territorio nazionale, pur nel rispetto delle prerogative regionali. I Provveditorati Regionali sono in numero di 16.

### Strutture minorili
Dal dicastero dipendono le strutture minorili territorialmente articolate in 12 centri presenti in tutta Italia su base regionale o raggruppando due o più regioni. Ogni centro opera sul territorio attraverso i servizi Minorili della Giustizia previsti dall'art. 8 del D. Lgs. 28 luglio 1989 n. 272, ovvero:
- n. 25 Centri di prima accoglienza;
- n. 18 Istituti penali per minorenni;
- n. 29 Uffici di servizio sociale per minorenni;
- n. 12 Comunità.

La formazione del personale della giustizia minorile è curata dall'Istituto centrale di formazione del personale con sede centrale in Roma. L'Istituto ha proprie sedi decentrate a Castiglione delle Stiviere (Mantova) e a Messina.

## Funzioni
Il Ministero della Giustizia ha come compito precipuo quello di:
- sovraintendere all'organizzazione dei servizi della giustizia, intesi quelli di organizzare gli uffici giudiziari come tribunali, corti, e servizi afferenti (cancellerie, segreterie, ecc.);
- sovraintendere ai penitenziari di Stato, sia gestendo i carcerati e le carceri esistenti tramite la polizia penitenziaria - che dal dicastero dipende - sia effettuando manutenzione o costruendo nuove strutture;
- gestire le strutture dei servizi minorili per la giustizia, sia per i minori che versino in particolari problemi (adozioni, perdita della famiglia, affidamenti, ecc.) sia per quelli che abbiano compiuto reati (cosiddetti riformatori minorili);
- gestire degli archivi notarili, ossia gli uffici ove vengono depositati i testamenti e altri atti dai notai; vigila sugli ordini e collegi professionali (quali ad es. avvocati, notai, medici, commercialisti, ingegneri, geometri, periti, ecc.);
- amministrare il casellario giudiziale, ossia la banca dati dove sono iscritte tutte le condanne subite; sovraintende alla cooperazione internazionale in materia civile e penale;
- istruire le domande di grazia da proporre al presidente della repubblica;
- curare la pubblicazione di tutti gli atti normativi sulla Gazzetta Ufficiale della Repubblica Italiana;
- sovraintendere alle modifiche dei codici civile, penale, di procedura civile e penale.

## La polizia penitenziaria
Alle Dipendenze del Ministero opera il Dipartimento dell'Amministrazione Penitenziaria (DAP), cui a sua volta fa capo il Corpo di polizia penitenziaria. Esso si occupa prevalentemente della tutela della sicurezza delle strutture penitenziarie secondo un'organizzazione gerarchica che vede a capo della singola sede un Comandante di Reparto, appartenente ai ruoli dei Funzionari Direttivi o dei Funzionari Dirigenti di Polizia Penitenziaria, che a sua volta risponde al Dirigente penitenziario che svolge le funzioni di Direttore.

## L'informatizzazione
Lanstruttura e l'attività informatica nel Ministero viene organizzata dalla "Direzione Generale Sistemi Informativi Automatizzati" (DGSIA) che opera territorialmente attraverso i "Centro Interdistrettuali Sistemi Informativi Autorizzati" (CISIA) e gli esperti informatici ministeriali. Tuttavia la stragrande maggioranza delle attività informatiche (compreso il trattamento dei dati sensibili) viene espletata da tecnici esternalizzati che operano come fossero dipendenti pubblici (con un costo doppio pagato alle ditte) nella commessa per l'assistenza tecnica unificata (ATU) aggiudicata da molti anni sostanzialmente alle stesse società di assistenza.
Negli ultimi anni, complice un progressivo taglio finanziario alle spese di giustizia, è esploso un grave problema di irregolarità diffusa e precariato ai danni degli informatici esterni. La vicenda è approdata sui media e in Parlamento a cui finalmente è stata data una risposta che però non venne messa in pratica.
All'inizio del 2008, tramite contratto CNIPA, il servizio viene posto sotto il controllo di un RTI formato da Telecom Italia, ElsagDatamat, Engineering.
Un ulteriore passaggio di mano concretizzatosi in uno degli sbocchi del "Sistema pubblico di connettività" (SPC) che di fatto rappresenta una involuzione del sistema, maggiormente burocratizzato e meno efficiente, nonostante i lavoratori e le società ATU già operanti (passate in subappalto per SPC) siano gli stessi.

## La situazione finanziaria
A fine 2006 i debiti dichiarati dal Ministero della Giustizia ammontavano a 394,5 milioni di euro. Di questi, 251 milioni pertinenti all'amministrazione giudiziaria, 132 milioni a quella penitenziaria, e 11,4 milioni a quella della Giustizia Minorile. Ciò a fronte di un fabbisogno stimato per l'anno 2007 di 279,9 milioni di euro (154,4 milioni per l'amministrazione giudiziaria, 103,5 milioni per quella penitenziaria, e 22 milioni per la giustizia minorile).
La Corte dei Conti ha dichiarato che non è realistica una soluzione nel breve periodo al problema dei debiti pregressi.

## Collegamenti
| È raggiungibile dalla fermata Arenula/Min. Giustizia | del tram 8 |

## Riferimenti normativi
- Artt. 16-19 del Decreto legislativo 30 luglio 1999, n. 300 - Riforma dell'organizzazione del Governo, a norma dell'articolo 11 della legge 15 marzo 1997, n. 59.
- Decreto del Presidente del Consiglio dei ministri 15 giugno 2015, n. 84 - Regolamento di riorganizzazione del Ministero della giustizia e riduzione degli uffici dirigenziali e delle dotazioni organiche.
- Decreto del Presidente del Consiglio dei ministri 22 aprile 2022, n. 54 - Modifiche al regolamento di riorganizzazione del Ministero della giustizia di cui al decreto del Presidente del Consiglio dei ministri 15 giugno 2015, n. 84 e al regolamento concernente l'organizzazione degli uffici di diretta collaborazione del Ministero della giustizia, nonché dell'Organismo indipendente di valutazione di cui al decreto del Presidente del Consiglio dei ministri 19 giugno 2019, n. 100.